# Triplita
La triplita es un mineral de la clase de los minerales fosfatos, y dentro de esta pertenece al llamado “grupo de la triplita”. Fue descubierta en 1813 en Razès, en la región de Lemosín (Francia), siendo nombrada así del griego triplos -tres hojas-, aludiendo a su macla.

## Características químicas
Es un fosfato de hierro y manganeso con aniones de flúor y/o grupo hidroxilo. Además de los elementos de su fórmula, suele llevar como impureza escandio

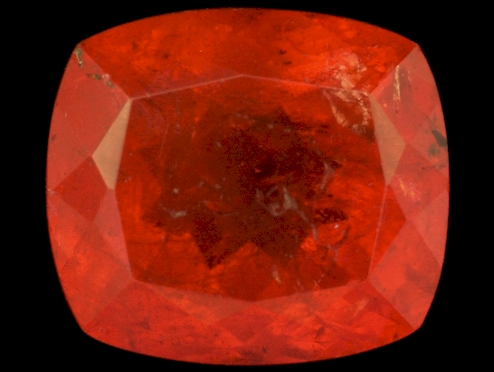
Triplita tallada.

Forma una serie de solución sólida con la zwieselita (Fe2+Mn2+PO4F).

## Formación y yacimientos
Aparece como mineral fosfato primario o como secundario reemplazando a otros más tempranos, como comúnmente la litiofilita, en un complejo zonado de rocas pegmatitas de tipo granito. También se forma en vetas de estaño con fosfatos hidrotermales, de alta temperatura
Suele encontrarse asociado a otros minerales como: triploidita, wolfeíta, trifilita, litiofilita, fosfosiderita, vivianita, apatito, turmalina, esfalerita, pirita o cuarzo.